# Krikor IV (ormiański patriarcha Konstantynopola)
Krikor IV (ur. ?, zm. ?) – w latach 1801–1802 59. ormiański Patriarcha Konstantynopola.